# Le Contre-journal
Pour les articles homonymes, voir JBN.
Le Contre-journal est une émission diffusée sur Canal+ dès le 2 septembre 2002 sous le titre Le Journal des Bonnes Nouvelles (JBN) d'après une proposition originale d'Éric Jean Guillaumond (JTVB-Journal du Tout Va Bien), l'émission est renommée le 10 mars 2003 en raison de « la menace grandissante de guerre en Irak ». Produite par Karl Zéro et Michel Malaussena, l'émission est présentée par Victor Robert, Estelle Martin et Karl Zéro.